# Willem Anton Engelbrecht
Willem Anton Engelbrecht (Cirebon, 25 juni 1874 - Rotterdam, 4 januari 1965) was een Rotterdamse ondernemer en bestuurder. Hij was een belangrijke verzamelaar van kaarten, atlassen en oude drukken met als thema reisbeschrijvingen en navigatie.
Engelbrecht behoorde tot het Nederlandse geslacht Engelbrecht dat in 1960 werd opgenomen in het Nederland's Patriciaat. Hij was een zoon van Eduard Alexander Engelbrecht die in Nederlands-Indië in 1863 trouwde met Justine Louise Godefroy, dochter van Pieter Johannes Godefroy, chef van de militair Geneeskundige Dienst in Nederlands-Indië. Willem Anton Engelbrecht trouwde in 1903 met Elisabeth Margaretha Lycklama à Nijeholt, een dochter van Petrus Lycklama à Nijeholt. Uit dit huwelijk werden de drie zonen geboren: Eduard Alexander (1904-1989), Petrus Albertus (1905-1977) en Willem Carel Ferdinand (1907-1999).
In 1894 ging hij als 2e luitenant der infanterie naar Indië. In 1896-1897 onderscheidde hij zich in Atjeh zodanig, dat hij werd onderscheiden met de Militaire Willemsorde.
In 1913 kwam Engelbrecht in contact met Jean François van Royen (1878-1942), uitgever van De Zilverdistel. Engelbrecht verzamelde uitgaven van deze kleine private-press uitgeverij. In 1914 kocht Van Royen een Albion-pers van Payne & Sons in Engeland die door Engelbrecht volledig werd gefinancierd.